# Пуданс, Юрис
Ю́рис Пу́данс (латыш. Juris Pudāns; 1941 — 29 июля 2017, Рига) — советский и латвийский художник, представитель «французской группы».

## Биография
Родился в 1941 году. С 1952 по 1959 год проходил обучение в Рижской художественной школе имени Яна Розенталя. В 1959 году поступил в Латвийскую академию художеств на отделение живописи. На пятом курсе, под предлогом нарушения дисциплины, был исключен из академии.
Последняя выставка состоялась в 2014 году в резиденции «Dzintara melodija».
29 июля 2017 года при падении с лестницы погиб.

## Творчество
После академии Юрис Пуданс перестает писать. В 1960-е годы знакомится с художниками французской группы и возвращается в искусство. Художественный стиль Пуданса характерен для художников французской группы, таких как Майя Табака, Иева Шмите, Имант Ланцманис, Бруно Василевскис и Янис Криевс.
Живопись Пуданса реалистичная, но в то же время сложная и противоречивая.